# Équipe d'Irak masculine de handball
Maillots
L'équipe d'Irak masculine de handball représente la Fédération irakienne de handball lors des compétitions internationales et continentales.

## Parcours en compétitions internationales
| Jeux olympiques - 1976 à 2020 : non qualifié Championnats du monde - 1978 à 2023 : non qualifié | Jeux asiatiques - 2018 : 7e place Championnats d'Asie - 1977 : 5e place - 2010 : 10e place - 2014 : 10e place - 2020 : 9e place - 2022 : 6e place |